# Ramberg-Bäcklund-reactie
De Ramberg-Bäcklund-reactie is een organische reactie, vernoemd naar de Zweedse scheikundigen Ludwig Ramberg en Birger Bäcklund, waarbij een alkeen wordt bereid uit de reactie van een α-gehalogeneerde sulfonverbinding met een sterke base:
Daarbij wordt als intermediair een cyclische sulfoxide gevormd, dat na een retrocyclische reactie zwaveldioxide uitstoot. De gehalogeneerde sulfonverbinding kan bereid worden door halogenering van de overeenkomstige thio-ether, gevolgd door oxidatie van zwavel.

## Toepassingen en varianten
In recentere synthesemethoden worden deze stappen omgekeerd: eerst wordt de thio-ether geoxideerd met een peroxycarbonzuur, waarna het ontstane sulfoxide gehalogeneerd wordt onder basische omstandigheden met behulp van dibroomdifluormethaan. Deze methode werd gebruikt bij de synthese van 1,8-difenyl-1,3,5,7-octatetraeen:
De Ramberg-Bäcklund-reactie kan gebruikt worden in kleine ringen:
Ook in grote ringen kan ze toegepast worden: